# Università di Erfurt
L'Università di Erfurt è un'università pubblica situata a Erfurt, la capitale dello stato tedesco della Turingia. Fu fondata nel 1379, e chiusa nel 1816. È stata riaperta nel 1994, tre anni dopo la riunificazione tedesca. Pertanto afferma di essere sia l'università più antica che quella più giovane della Germania. L'istituzione si identifica come un'università della riforma, grazie al suo allievo più famoso Martin Lutero, l'istigatore della Riforma, che vi studiò dal 1501 al 1505. Oggi, il suo centro principale di focalizzazione è su multidisciplinarità, internazionalità e tutoraggio. 
L'università ospita il Max Weber Center for Advanced Cultural and Social Studies, il Gotha Research Center for Cultural and Social Scientific Studies e la Willy Brandt School of Public Policy. 
La biblioteca di ricerca Gotha, che ha una delle più grandi collezioni tedesche di primi manoscritti moderni, fa parte dell'università. La biblioteca dell'Università è anche la custode della Bibliotheca Amploniana, una raccolta di quasi 1000 manoscritti medievali raccolti dallo studioso Amplonius Rating de Berka (ca. 1303-1435), che è stato un rettore dell'università.

## Storia

### 1379-1816
L'Università di Erfurt venne fondata nel 1379 nell'Elettorato di Magonza (a sua volta nel Sacro Romano Impero), in un territorio che oggi è la Germania moderna. Quando la città di Erfurt divenne parte della Prussia, nel 1816, il governo chiuse l'università dopo oltre 400 anni di attività. 

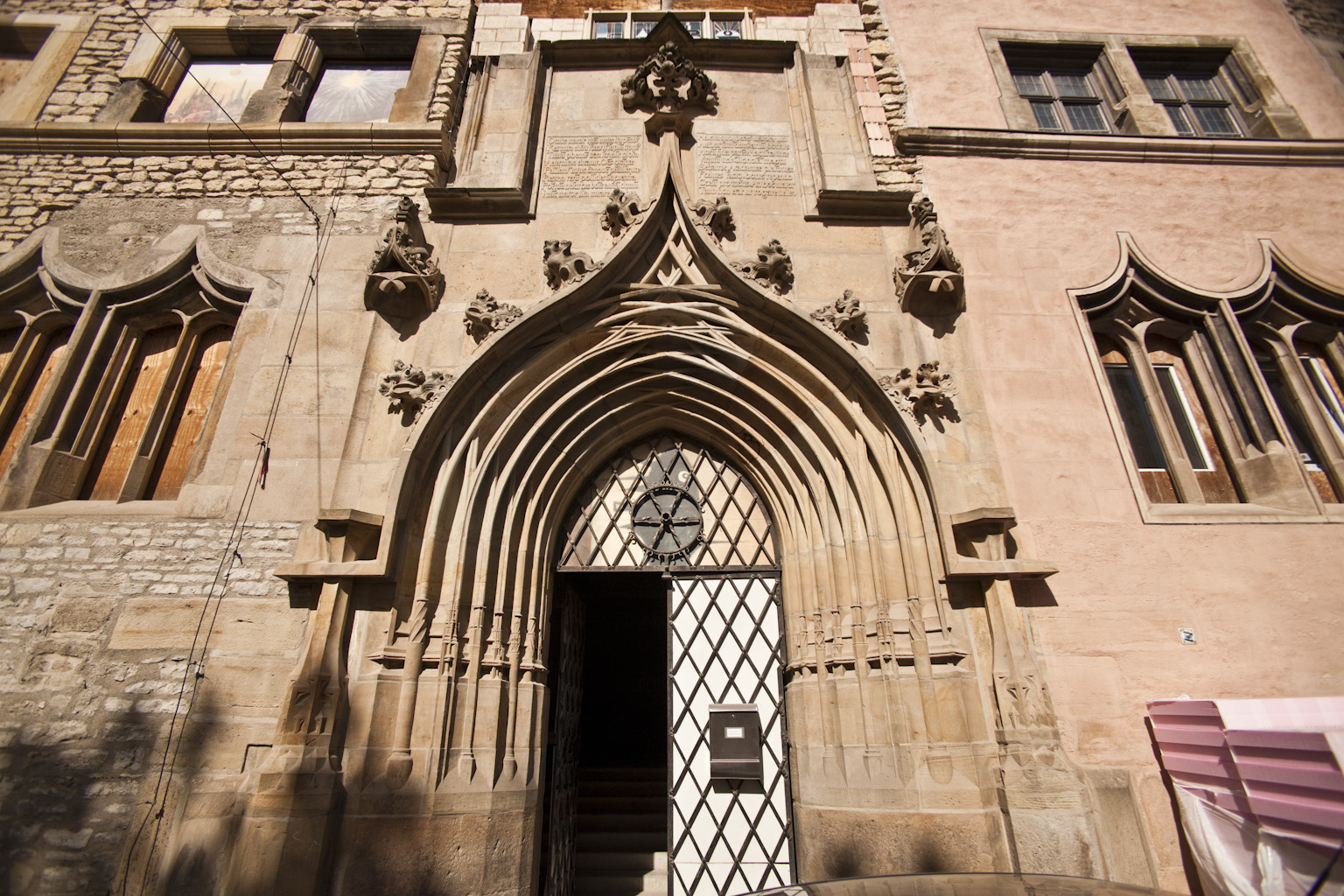
Collegium Maius

### 1994-presente
Dopo la seconda guerra mondiale Erfurt si venne a trovare nella Repubblica Democratica Tedesca (Germania dell'Est) dal 1949 al 1990. Nel dicembre 1993, il governo statale della Turingia, Landtag della Turingia, ha votato la reistituzione dell'università, che è stata rifondata il 1º gennaio 1994. Le lezioni sono iniziate nel periodo invernale 1999/2000. Poco dopo, il Rettore che aveva supervisionato la fondazione, Peter Glotz, un politico del Partito socialdemocratico, lasciò l'università. La posizione venne affidata a Wolfgang Bergsdorf. 
Nel 2001, il Collegio di formazione per insegnanti di Erfurt (Pädagogische Hochschule Erfurt), fondato nel 1953, divenne parte dell'università. Il 1º gennaio 2003 è stata aggiunta una quarta facoltà: la Facoltà teologica cattolica romana, che era appartenuta al Centro filosofico e teologico di Erfurt (Philosophisch-Theologisches Studium Erfurt). 
L'Università di Erfurt è un'università di arti liberali con una forma e un profilo socio-culturale. La stretta integrazione tra ricerca filosofica, didattica, studi governativi, facoltà teologica cattolica e Max Weber Center, promuove studi interdisciplinari e approcci innovativi alla ricerca e all'insegnamento attraverso un programma di tutoraggio. 

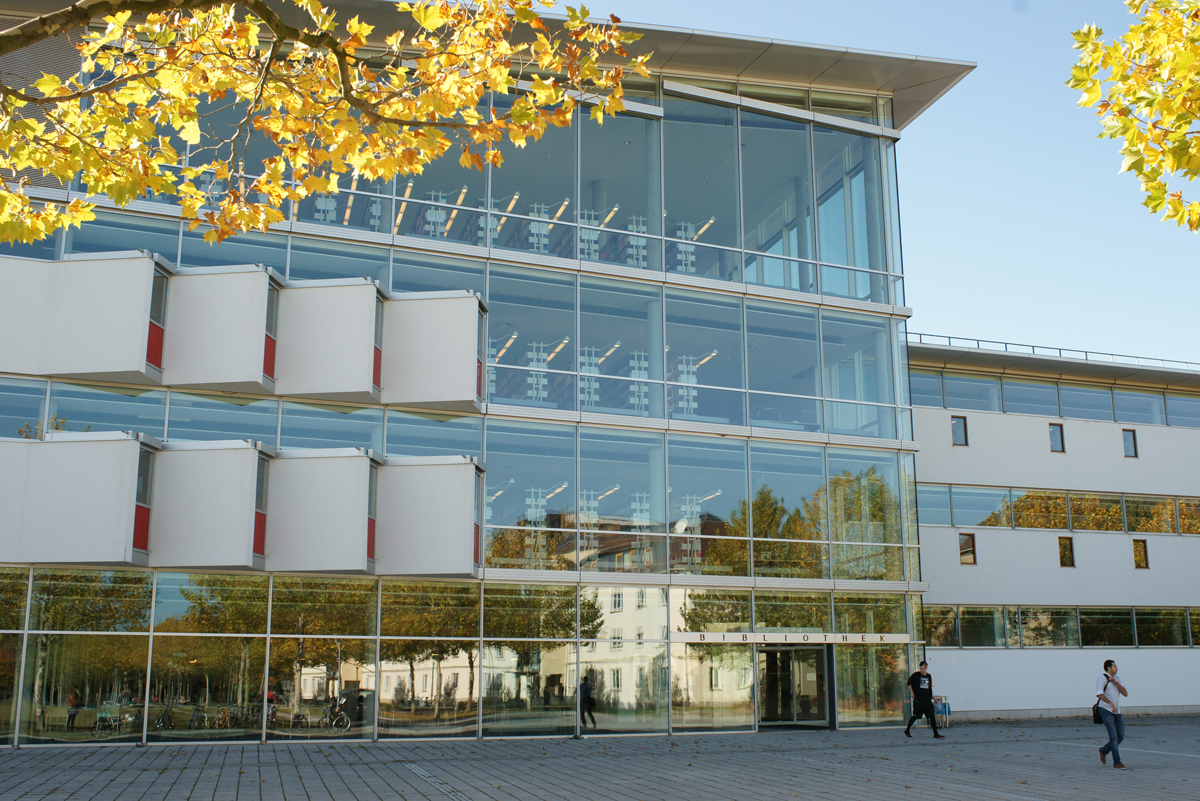
Biblioteca dell'Università di Erfurt

All'Università di Erfurt non si pagano tasse scolastiche. 

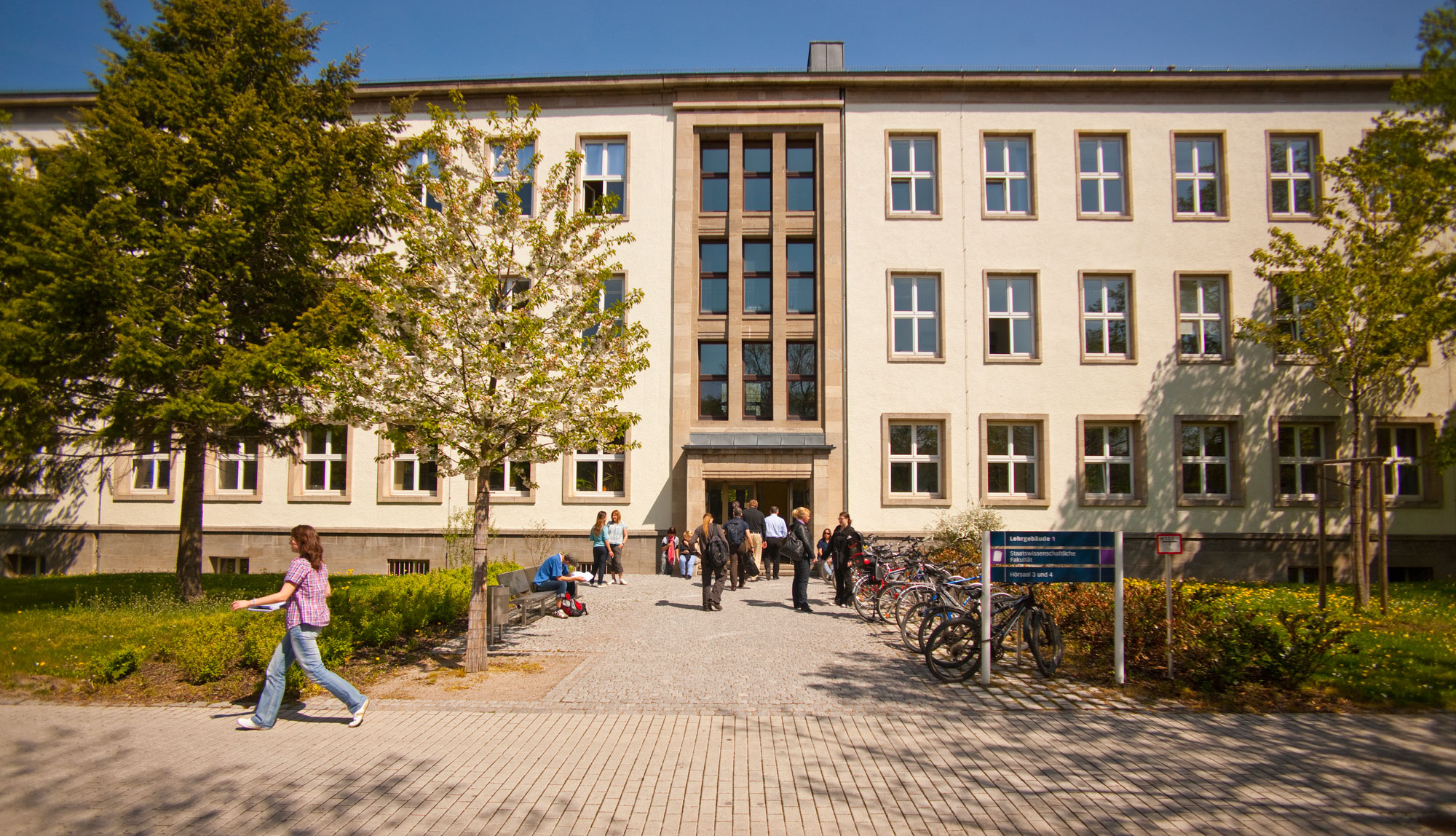
Facoltà di economia, giurisprudenza e scienze sociali

## Facoltà e istituzioni
L'Università di Erfurt ha cinque facoltà e tre istituti accademici: 
- Facoltà di educazione
- Facoltà di teologia cattolica
- Facoltà di filosofia
- Facoltà di governance (giurisprudenza, economia e scienze sociali), l'unica in Germania
- Max Weber Center for Advanced Studi culturali e sociali

Gli istituti accademici sono: 
- Scuola di educazione di Erfurt
- Centro di ricerca per gli studi sociali e culturali a Gotha
- Willy Brandt School of Public Policy, ex Erfurt School of Public Policy (ESPP), che è parzialmente finanziata con le tasse universitarie.

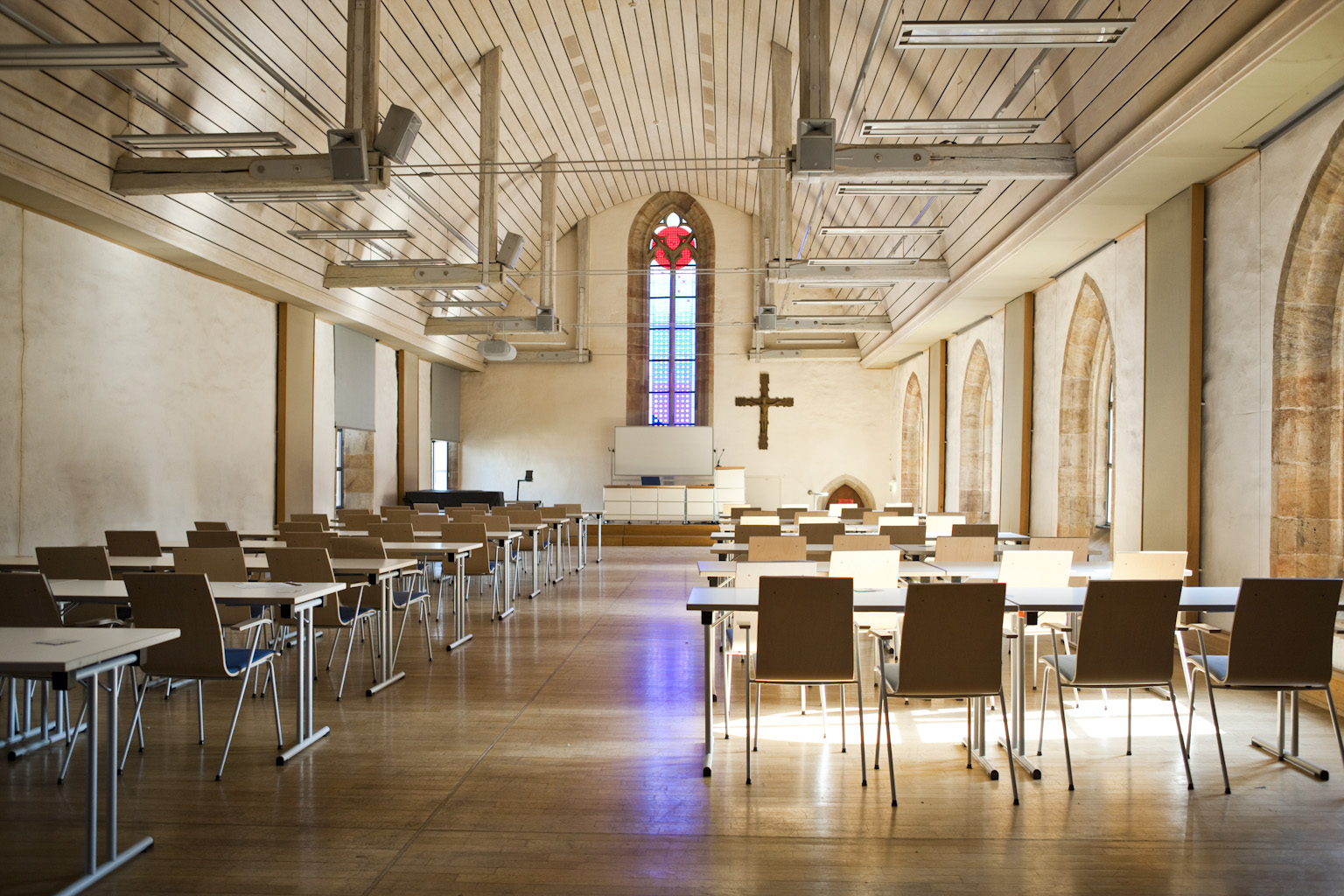
Facoltà di teologia cattolica

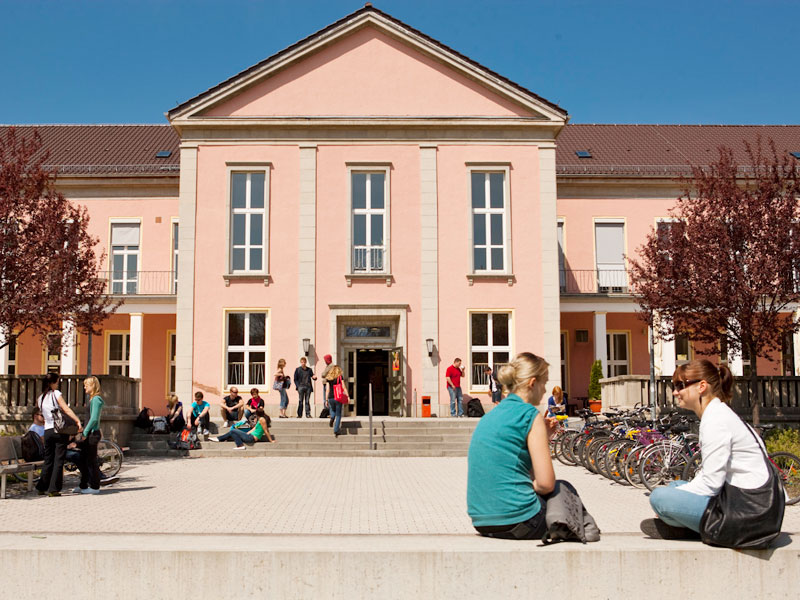
Registrar's Office (dipartimento “Studium und Lehre”)

## Programmi e priorità accademici

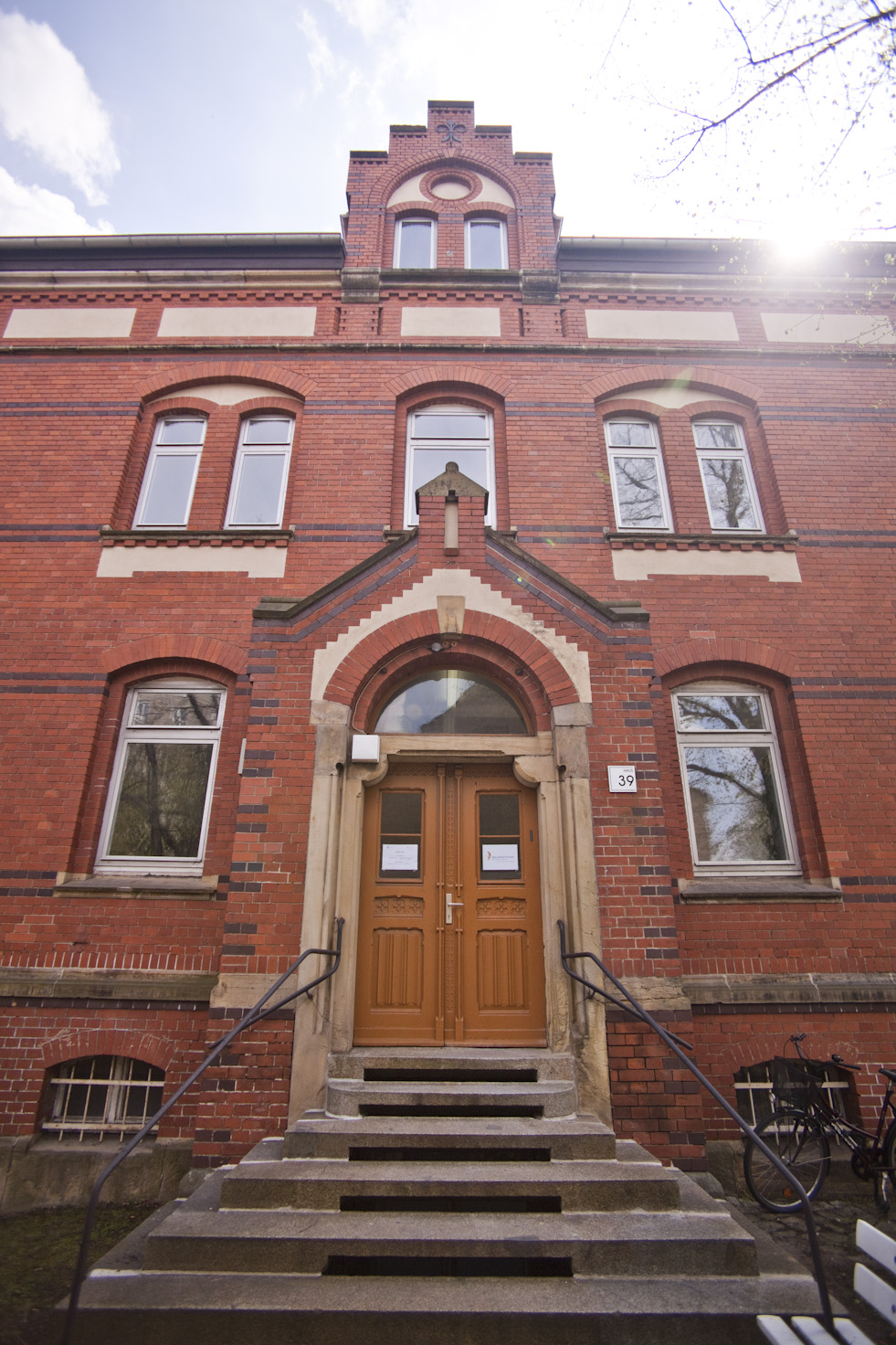
Willy Brandt School of Public Policy presso l'Università di Erfurt

### Priorità accademiche
- Studi religiosi
- Sociologia
- Governance (diritto ed economia)
- Formazione scolastica

### Scuole estive regolari
- Corso estivo internazionale di lingua, letteratura e cultura tedesca
- Summer School "Musulmani in Occidente"
- Programma estivo in Comunicazione Erfurt (SPICE)
- International Spring School

### Progetti universitari
Nel semestre estivo del 2003, è stato costituito un gruppo di progetto per prendere parte al National Model United Nations (NMUN) a New York nell'aprile 2004. Il progetto pilota è diventato un seminario regolare organizzato dagli studenti all'università. I vari gruppi hanno ricevuto numerosi riconoscimenti per la loro partecipazione alle conferenze del 2006, 2007 e 2008.